# Райн, Кендалл
Кендалл Ли Райн (англ. Kendall Lee Rhine; род. 13 февраля 1943 года, Эльдорадо, Иллинойс, США) — американский профессиональный баскетболист, выступал в Американской баскетбольной ассоциации, отыграв всего два из девяти сезонов её существования. В 1967 году в составе национальной сборной США стал чемпионом Панамериканских игр в Виннипеге.

## Ранние годы
Кендалл Райн родился 13 февраля 1943 года в городе Эльдорадо (штат Иллинойс), затем переехал в деревню Дьюпо (штат Иллинойс), где учился в одноимённой средней школе, в которой играл за местную баскетбольную команду.